# Petit-gris (écureuil)
Vair
Pour les articles homonymes, voir Petit-gris et Vair.

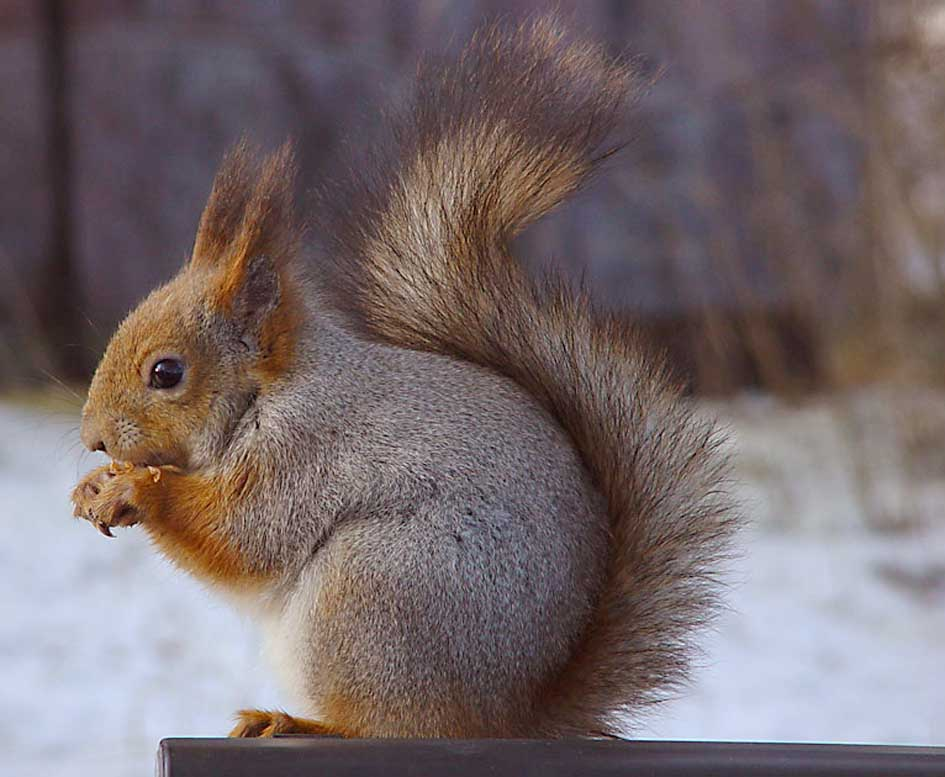
Un Écureuil d'Eurasie (Sciurus vulgaris) dont la robe devient grise en hiver dans les régions nordiques.

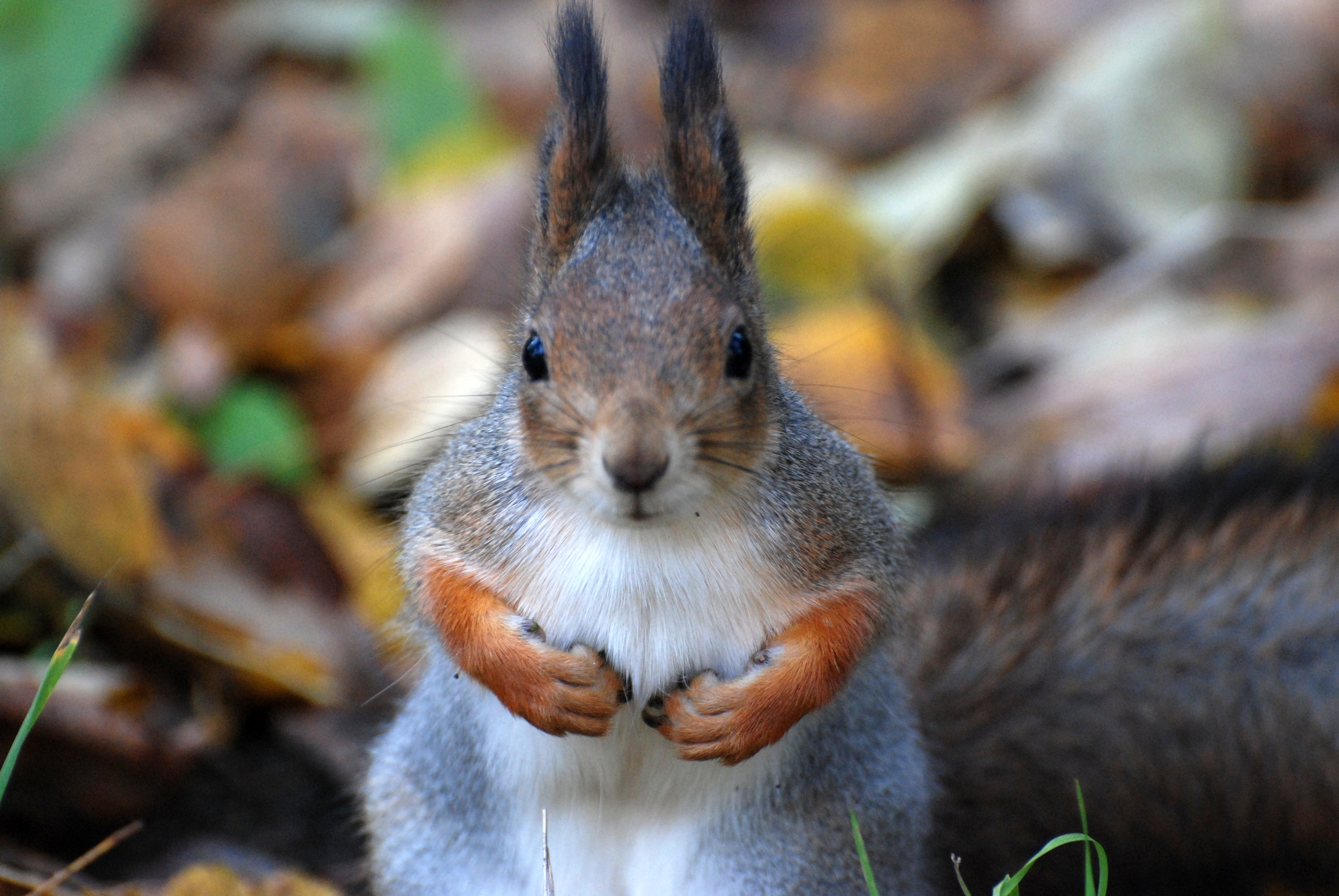
Sciurus vulgaris photographié en Russie avec sa robe hivernale à ventre blanc et dos gris.

Le petit-gris est le nom vernaculaire donné  à plusieurs espèces d'écureuils et, par extension, la fourrure de ces écureuils qui donnent le petit-gris, un assemblage de dos gris, et le vair (gros-vair et menu-vair), alternance de dos gris et de ventres blancs. C'était autrefois une parure vestimentaire réservée aux classes sociales les plus élevées.

## Les espèces
Petit-gris est le nom qui fut donné par Buffon à une ou plusieurs espèces d'écureuils gris donnant la fourrure connue en Europe sous le nom de petit-gris,. À l'origine, c'était une variété grise nordique de l'espèce Sciurus vulgaris,.
Au Moyen Âge, cet animal est appelé petit-blanc (belka) en Russie, tandis que l'Occident le nomme petit-gris ou vair selon la nuance.
Le menu-vair serait aussi fait avec la fourrure d'une autre espèce, un écureuil volant : le polatouche (anciennement Mus ponticus),.
Le vair, fait d'écureuil, est parfois confondu avec l'hermine ou la zibeline qui sont pourtant des espèces très différentes.

## Fourrure de petit-gris et vair
La fourrure de ces écureuils nordiques devient gris argenté en hiver et celle-ci conserve cette couleur même après leur mort. On fait de leur peau deux sortes de fourrures : le petit-gris et le vair,.
Le petit-gris est fait uniquement avec la fourrure grise, provenant des dos d'écureuil assemblés entre eux, tandis que le vair est une fourrure blanche et grise formant un luxueux damier bicolore, obtenu par l'alternance des dos gris et des ventres blancs de ces animaux. On conservait soigneusement la raie noire mettant en valeur la blancheur du ventre, plus luisant encore que celui de l'hermine.
La distinction entre gros-vair et menu-vair pourrait indiquer une différence de proportion entre le gris et le blanc ou une espèce d'écureuil plus ou moins petit, mais le gros-vair désignait vraisemblablement une fourrure de qualité inférieure,. On retrouve souvent la mention « fourré de menu vair » dans les inventaires de trousseaux médiévaux, indiquant que cette fourrure délicate était privilégiée pour la doublure des vêtements.

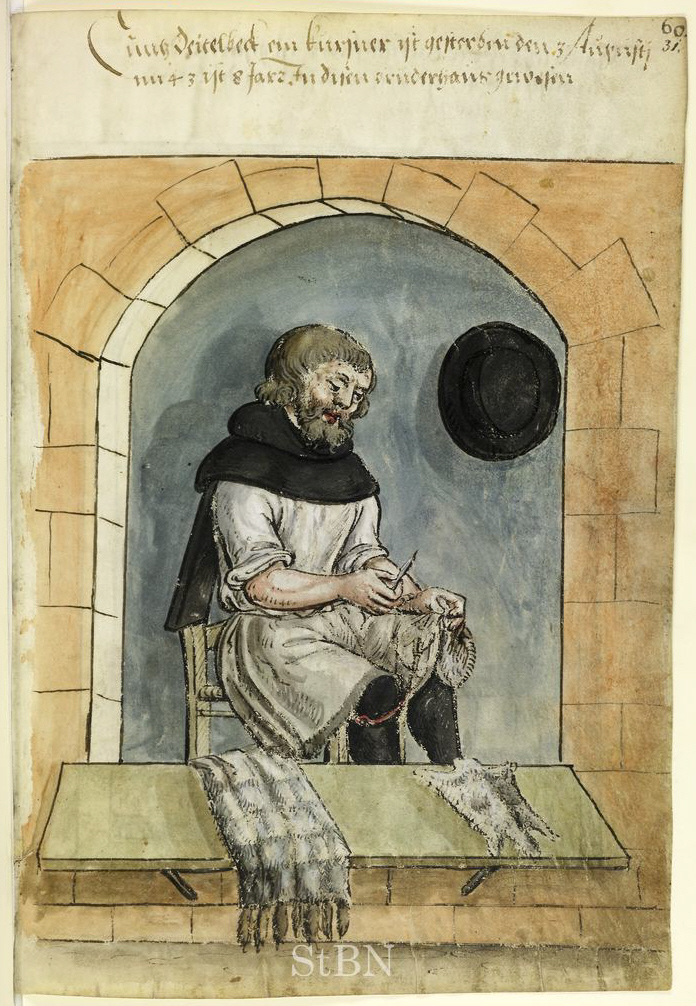
Petit-gris : travail des fourrures d'écureuils
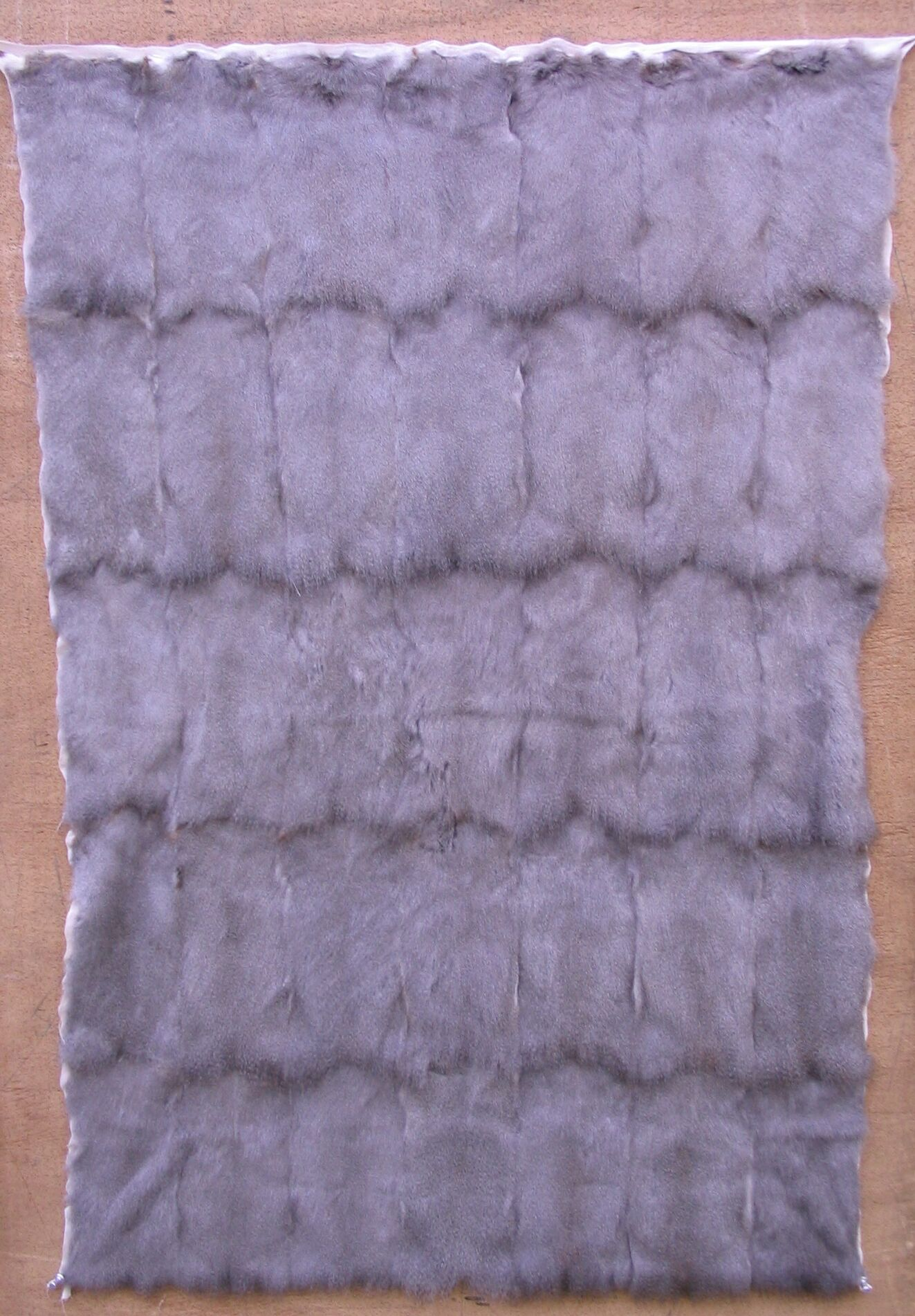
Petit-gris : assemblage de dos gris
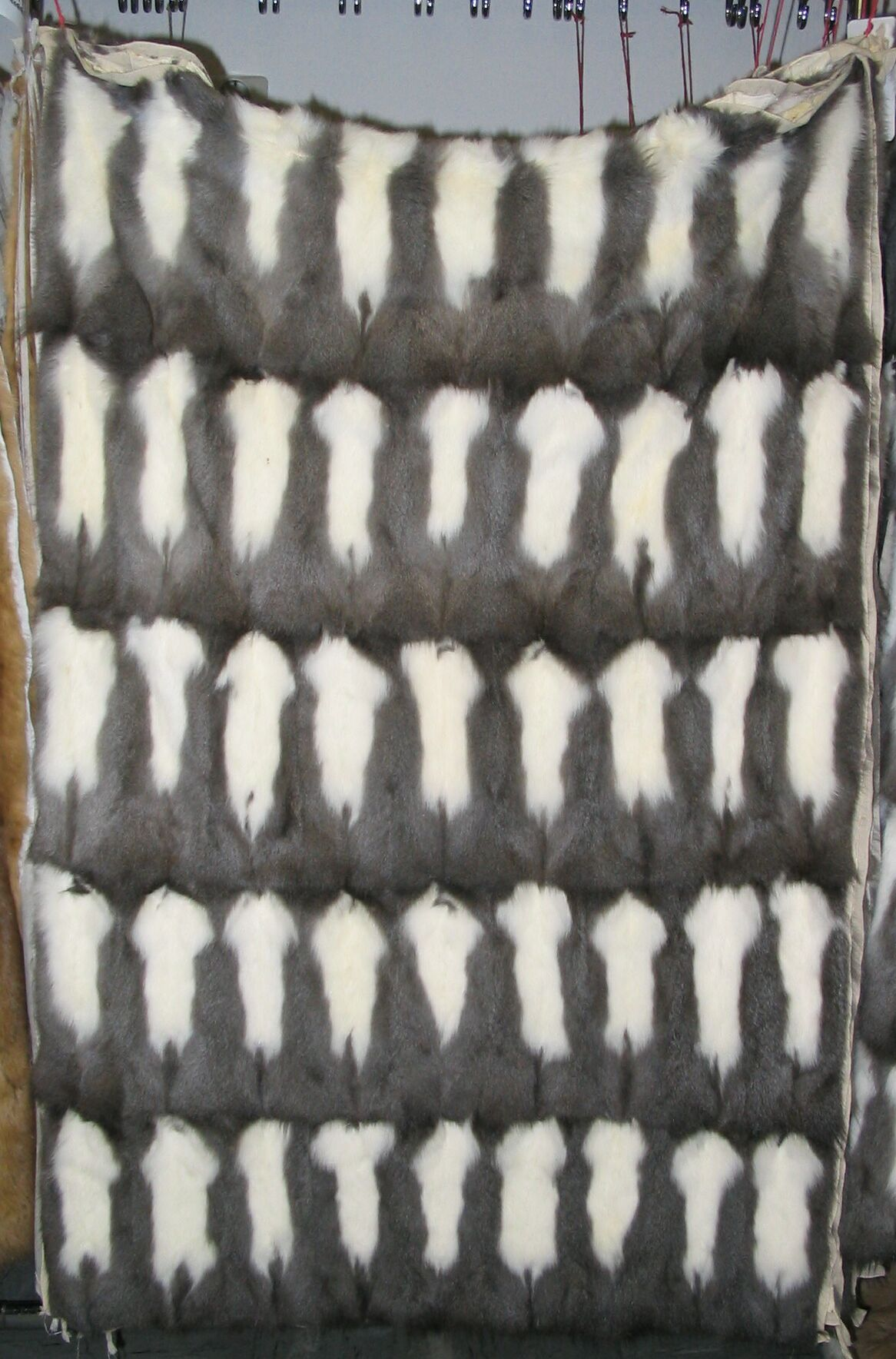
Vair : assemblage de dos gris et ventres blancs
Schématisation du vair en héraldique

## Commerce

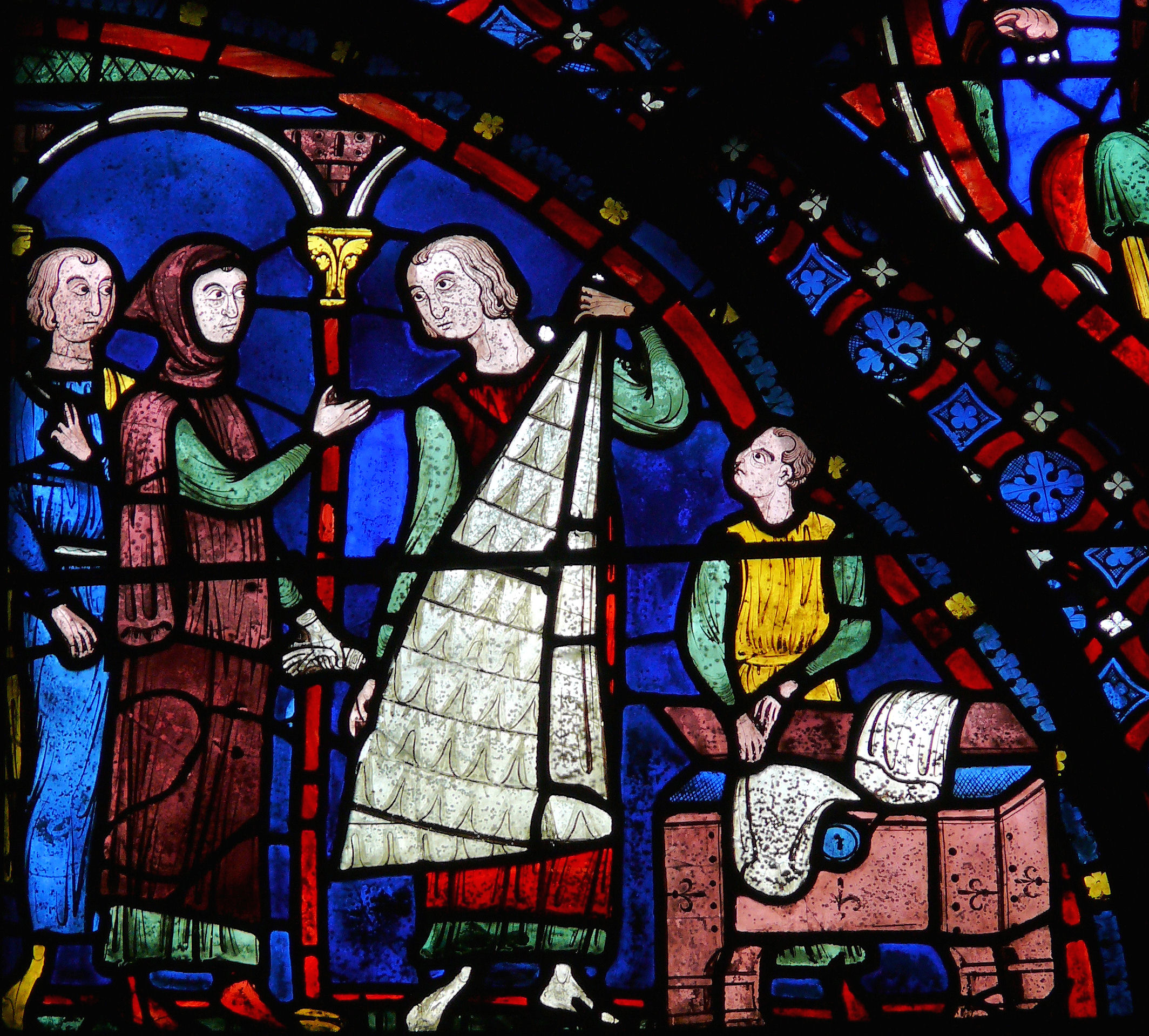
Vitrail de la cathédrale de Chartres représentant un fourreur montrant une fourrure faite de peau de petit-gris de Russie

Au Moyen Âge, il s'exportait des quantités énormes de peaux d'écureuil d'Europe du Nord vers le Proche-Orient. Une étude du commerce à Barcelone entre 1330 et 1430 cite par exemple l'expédition de 48 000 peaux de dos de vair rassemblées en huit balles, parties du Comté de Flandre vers Alexandrie.
Il est vrai que la consommation de ces peaux par les nobles était énorme au Moyen Âge. Par exemple, pour la doublure de leurs vêtements, Charles VI de France et Isabeau de Bavière ont utilisé respectivement la peau du ventre de 20 000 et 15 000 écureuils en 18 mois seulement.

## Le petit-gris dans la culture

### Signe social

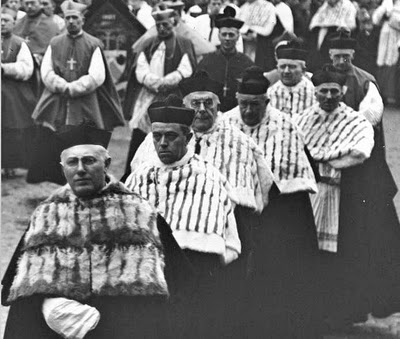
Clergé de Bruges portant une mosette de petit gris ou imitation de vair (alternance de lapin blanc et chèvre grise).

Très prisée en particulier comme garniture ou en doublure, le vair, cette fourrure douce et délicate, presque aussi coûteuse que l'hermine, était réservée au Moyen Âge aux nobles,, et même, au XIVe siècle en France, au roi : « Nul bourgeois ni bourgeoise ne portera vair, ni gris, ni hermine, et ils se déferont, de Pâques prochain en un an, de celles de ces fourrures qu’ils pourroient avoir présentement »,.
L'offrande de livrées en fourrure de vair était un gage de reconnaissance et d'attachement au royaume de France. Ainsi, en 1340, Louis, roi de Navarre et comte d’Évreux distribua 350 parures indiquant par leur nombre à chaque destinataire le degré de qualité, d'affinité et obligations vis-à-vis du roi-comte.
Au XIVe siècle, le clergé français ne pouvait en porter que comme garniture de chapeau à moins d'avoir une position élevée : « Nul clerc, à moins d’être prélat ou de rang à tenir maison, ne pourra porter vair ni gris, si ce n’est pour la garniture de son chaperon tant seulement ». À l'inverse, l'aumusse, constituée de petit-gris ou de vair, ne pouvait pas être d'hermine ou autres fourrures blanches réservées aux dignités supérieures.
Plus tard le vair est aussi un signe distinctif de la magistrature française : « Aux audiences de robes rouges du Parlement de Paris, le premier président et les présidents à mortier paraissaient le chef couvert de leurs mortiers à galons d’or, vêtus de leurs épitoges d’hermine, de leurs manteaux écarlates entièrement fourrés de menu-vair »

### Héraldique
En héraldique, le vair, le gros vair, le menu-vair et le contre-vair sont des fourrures, c'est-à-dire des motifs destinés à obtenir certains effets colorés sur les blasons, inspirés par les motifs formés par la fourrure bicolore stylisés du petit-gris. Ce motif se retrouve notamment souvent dans les armoiries des familles nobles françaises.

### Les pantoufles de Cendrillon

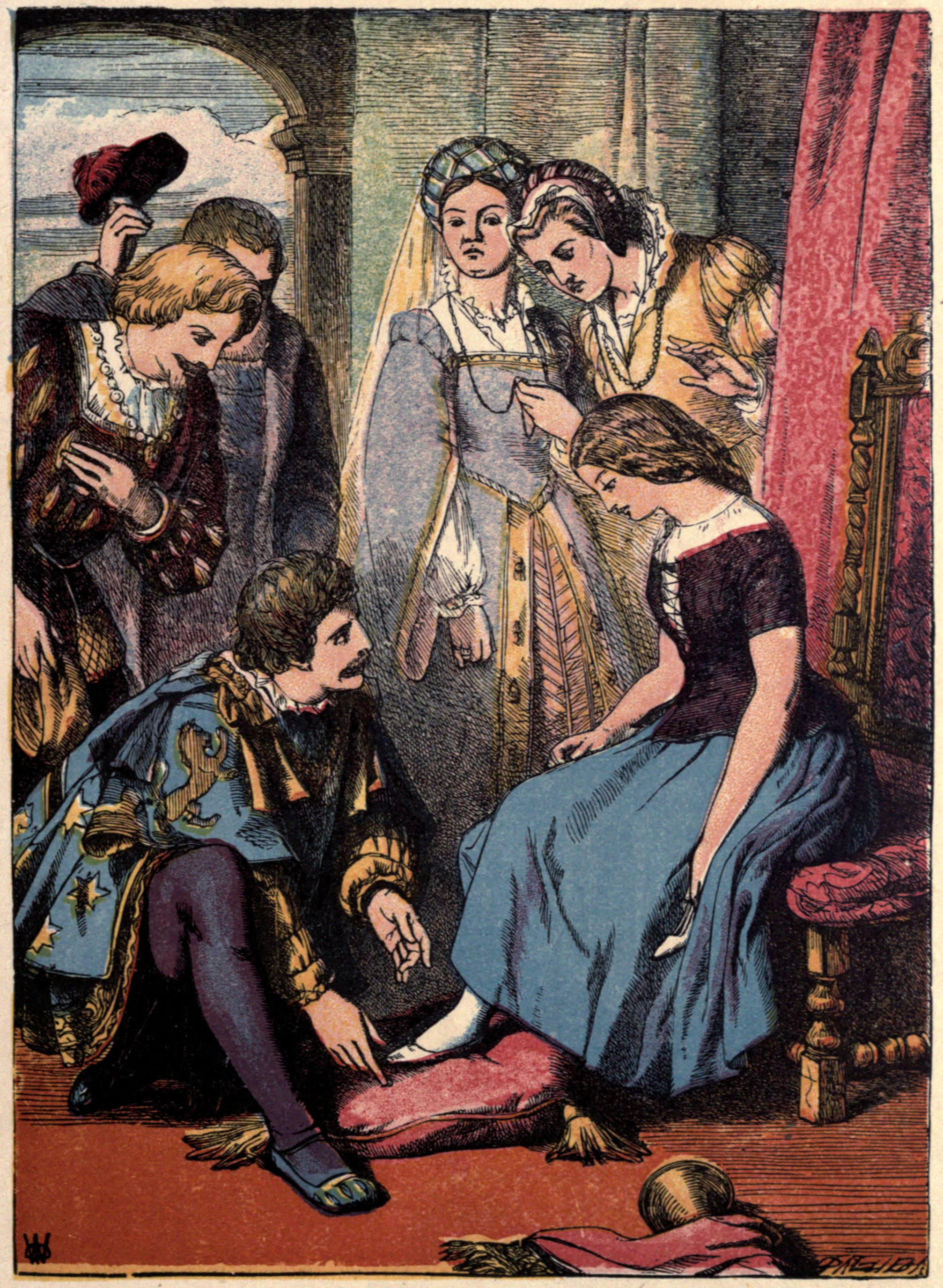
Le prince essayant sa pantoufle à Cendrillon

Les pantoufles de Cendrillon, l'héroïne de Cendrillon ou la Petite Pantoufle de verre de Charles Perrault, auraient été de vair et non pas de « verre », selon l'opinion exprimée par Honoré de Balzac, citation reprise par Émile Littré, et contredite par Anatole France. Le texte de Perrault est pourtant sans équivoque : il s'agit bien de pantoufles de verre.

### Couleur petit-gris
Le pelage de petit-gris a donné son nom à une couleur gris ardoise qui rappelle la teinte de la fourrure de cette variété d'écureuil.

### Peinture
Le poil d'écureuil de Russie ou du Canada sert à faire les pinceaux en petit-gris, appréciés notamment comme pinceau à aquarelle pour leur bonne rétention de l'eau et leur souplesse. Par extension, un « petit-gris » peut désigner tout pinceau long et fin utilisé pour le trait.